# Българска федерация по шахмат
Българска федерация по шахмат (съкратено БФШ) е обществена организация, изградена от шахматните клубове в България.
Ръководи и координира спорта шахмат на национално ниво и представянето на клубовете пред държавата и международните организации. Приемник е на основания официално през 1931 г. Български шахматен съюз. Има постоянно седалище в София.
Организира национални индивидуални и отборни първенства при мъжете, жените, момчетата и момичетата от различните възрастови групи, представя българския шахмат пред международни организации като ФИДЕ и Европейския шахматен съюз (до 2016 г.), сформира националните отбори по шахмат, подбира и подготвя съдиите.
Управлява се от Управителен съвет, начело с избран президент. Тази длъжност до май 2017 г. се изпълнява от Силвио Данаилов, а след това от Иван Генов – бивш директор на АЕЦ „Козлодуй“, депутат от БСП и съпредседател на новоучредената „Българска федерация по шахмат 1928“.  БФШ има Контролен и Експертен съвет и 13 комисии. До 2016 г. е член на Европейският шахматен съюз (ЕШС) и ФИДЕ.
От лятото на 2017 г. Българската федерация по шахмат 1928 формално управлява шаха в България, а от 2018 г. го представлява и официално в международен план като пълноправен член на ФИДЕ.
Министерството на младежта и спорта (ММС) не подновява лиценза на БФШ, управлявана от Силвио Данаилов и  през 2018 г. завежда дело срещу нея за неправомерно изразходвани поне 684 540 лева. С решение от 4 януари 2019 г. Софийският градски съд (СГС) като първа инстанция по делото осъжда Българската федерация по шахмат да възстанови на ММС сумата от 395 468 лв., предоставени за организирането и провеждането на Европейско индивидуално първенство за жени в Пловдив през 2014 г., както и 289 072 лв., предоставени за организирането и провеждането на Европейски индивидуални купи по шахмат за мъже и жени в Албена/Златни пясъци през 2014 г. Нередностите са установени от проверка на Агенцията за държавна финансова инспекция (АДФИ) и Инспектората на ММС. Незаконното разходване на пари от БФШ в периода 2011 – 2014 г. е в размер на над 2 млн. лв. Това е причина за отказано подновяването на лиценза на федерацията.